# A Love to Kill
A Love to Kill (hangeul : 이 죽일 놈의 사랑 ; RR : I juk-il nom-ui sarang) est une série télévisée sud-coréenne en seize épisodes de 60 minutes diffusée du 31 octobre au 20 décembre 2005 sur KBS2 avec Rain, Sin Min-ah, Kim Sa-rang et Lee Ki-woo.

## Distribution
- Rain : Kang Bok-gu
- Sin Min-ah : Cha Eun-suk
- Lee Ki-woo (en) : Kim Joon-sung
- Kim Sa-rang : Han Da-jung
- Kim Young-jae (en) : Kang Min-gu, le frère de Bok-gu
  - Joo Min-soo : Kang Min-gu (jeune)
- Na Yoon : Park Mi-sook
- Kang Rae-yeon : Choi Mi-seon
- Park In-hwan (en) : Cha Du-yong, le père de Eun-suk
- Yoo Hye-ri : Park Ja-kyung, la belle-mère de Eun-suk
- Lee Min-hyuk : Cha Jae-suk, le frère cadet de Eun-suk
- Kim Song-hee : Cha Yoo-na, la sœur cadette de Eun-suk
- Yoo Jae-geun : Sung-jin, le gestionnaire de la route de Eun-suk
- Ji Sang-ryeol (en) : Tae-choon
- Lim Ju-hwan (en)
- Lee Soon-jae (en)
- Choi Kwon (en)
- Lee Dong-ho
- Park Soo-hyun
- Kim Sung-hoon
- Min Ji-ah

## Diffusion
- KBS2 (2005)
- STAR Chinese Channel (2006)
- ABS-CBN (2006)
- Now 101 (2013)

### Sources
- (en) Cet article est partiellement ou en totalité issu de l’article de Wikipédia en anglais intitulé « A Love to Kill » (voir la liste des auteurs).